# Cerodirphia rubripes
Cerodirphia rubripes är en fjärilsart som beskrevs av Max Wilhelm Karl Draudt 1930. Cerodirphia rubripes ingår i släktet Cerodirphia och familjen påfågelsspinnare. Inga underarter finns listade i Catalogue of Life.